# Список персонажів «School Days»

Список персонажів «School Days» (зліва на право):Іто Макото Кацура Котоноха, Сайондзі Секай, Кійора Сецуна, Курода Хікарі, Канродзі Нанамі, Като Отоме, Саванаґа Тайске, Кацура Кокоро.

Це — список персонажів гри, аніме та манги Шкільні Дні. Більшість імен взяті від японських Прем'єр міністрів.

## Головні герої
Іто Макото (Itō Makoto, 伊藤 誠, Макото значить «Чесність», «Щирість»)
Сейю: Хірай Тацуя (Hirai Tatsuya 平井 達矢) — Гра, Дайске Хіракава (Дайсуке Хіракава, Daisuke Hirakawa 平川 大輔) — Аніме
Головний герой. Студент Академії Сакакіно, учень першого року третього класу.
Сумуючи у своєму монотонному житті він знаходить відраду у тихій дівчинці, яка їздить з ним кожного ранку до школи — Кацурі Котоносі.
Після того, як його однокласниця Сайондзі Секай затягує його у любовний трикутник з Кацурою, він відкриває для себе цікаву особливість — він дуже популярний серед дівчат. У залежності від ходу подій він або не знає про це взагалі, або користується цим «на повну котушку», що й призводить до серйозних проблем у кінці.
Сайондзі Секай (Сайондзі Секай, Sayonji Sekai 西園寺世界, Секай означає «Світ»)
Сейю: Юдзукі Канаме (Yuzuki Kaname 柚木 かなめ) — Гра, Кавараґі Сіно (Караваґі Сіно, Kawaragi Shiho, 河原木志穂) — аніме
Весела й запальна студентка першого року третього класу Академії Сакакіно.
Її мила зовнішність і яскрава особистість (як помітив Тайске) робить її найпопулярнішою серед фанатів.
На початку року помінявшись місцями з Кійорою, сідає поруч з Іто. Має Ахоґе на голові, яке підкреслює її грайливу натуру, хоча ближче до кінця вона показується з зовсім іншого, серйозного, повного розпачу і навіть егоїстичного боку.
Типаж — яндере.
Побачивши фото у телефоні Іто, вона вирішує допомогти йому зійтися з Кацурою, але під час виконання цієї місії закохується сама (за іншою версією — вона закохана від початку року і допомагає для того, щоб самій бути поруч з Макото. Цю версію підтверджує факт того, що на заставці її телефону фото Макото).
Кацура Котоноха (Katsura Kotonoha 桂言葉, Кацура значить «Слова»)
Сейю: Тоно Сойоґі (Tohno Soyogi 遠野 そよぎ) — Гра, Окадзіма Тае (Окадзіма Тае, Okajima Tae 岡嶋妙) — Аніме
Тиха, сором'язлива студентка першого року четвертого класу Академії Сакакіно.
Має великі як на свій вік груди, через які завжди мала надмірну увагу з боку хлопців, що й призвело до її сором'язливості. В свою чергу через сором'язливість не має друзів. Закохалася в Макото після того, як помітила його тихий погляд у метро.
Живе у фіктивному районі Хараміхама.
За характером — книжкова хробачка, типаж — яндере.
За відсутності друзів Макото стає її єдиною опорою в житті. Через це вона відчайдушно тримає його, пробачає йому усі гріхи, звинувачуючи у всьому оточуючих, а саме — Сайондзі та Кійору.

## Герої другого плану
Саванаґа Тайске (Саванаґа Тайсуке, Sawanaga Taisuke, 澤永 泰介).
Сейю: Х'юга Хікаге (Hyuuga Hikage 日向 日陰) — Гра, Мацумото Йосіро (Matsumoto Yoshirō 松本吉朗) — Аніме.
Веселий і простуватий студент першого року третього класу Академії Сакакіно.
Близький друг Іто Макото (ходили разом до початкової та середньої школи), хоч останній вважає його придуркуватим. Веселий і легкозбуджуваний хлопець, який мріє завести собі подружку, але через свій надто активний характер і легку придуркуватість більшість дівчат не вбачають у ньому потенційного бойфренда.
Сліпо не помічає кохання з боку Куроди Хікарі і мріє зустрічатися з Кацурою. В разі відповідних обставин у грі передбачено його побачення з Кацурою. В аніме має з нею секс. У манзі не з'являється.
В аніме показаний значно тупішим, ніж у грі, у якій він був просто трішки простуватим.
Кійора Сецуна (Kiyoura Setsuna 清浦 刹那, Сецуна означає «Момент», «Мить»)
Сейю: Ямамото Хана (Yamamoto Hana 山本 華) — Гра, Імото Кейко (Імото Кейко, Imoto Keiko 井本恵子) — Аніме.
Тиха, непомітна і дещо цинічна студентка першого року третього класу Академії Сакакіно.
Подруга дитинства Сайондзі, розуміють з нею один одного без слів. Тиха, беземоційна, часто непомітна, але завжди вставляє цинічні фрази у чужі розмови.
Представниця класу на засіданнях учради.
Має власну візуальну новелу Summer Days, де є головною героїнею.
У залежності від подій розповідає Сайонзі на початку чи тримає в таємниці до кінця те, що відлітає назавжди у Францію.
Таємно закохана в Іто.
Типаж — Кудере.
Като Отоме (Katō Otome 加藤 乙女, Отоме означає «Дівчина», «Діва», «Невинна»)
Сейю: Мацнага Юкі (Мацунага Юкі, Matsunaga Yuki 松永 雪希) — Гра, Нагамі Харука (Nagami Haruka, 永見はるか) — Аніме.
Пряма і сильна студентка першого року четвертого класу Академії Сакакіно.
Близька подруга Іто Макото (вони ходили в одну середню школу). Учасниця баскетбольного клубу.
Найголовніша у групці дівчат (Мінамі Обуті, Нацумі Коідзумі та Кумі Морі), що знущаються з Кацури.
Завжди намагається бути головною, вимагає, щоб усі її слухалися. Але попри свою поведінку, вона стає досить сором'язливою і ніжною, особливо поруч з Макото.
Типаж — Цундере.
Курода Хікарі (Kuroda Hikari 黒田 光, Хікарі означає «Світло»)
Сейю: Іссікі Хікару (Іссікі Хікару, Isshiki Hikaru 一色 ヒカル) — Гра, Рйоко Танака (Ryōko Tanaka, 田中 涼子) — Аніме.
Темпераментна і вередлива студентка першого року третього класу Академії Сакакіно.
Близька подруга Секай. Одразу впізнається завдяки зачісці. Вірила в те, що Секай та Макото зустрічаються з самого початку, і дуже їм через це заздрила.
Її сім'я володіє кондитерським магазином, що відомий своїм лимонним тортовим кремом.
Закохана в Тайске, але той не розуміє жодного її натяку.

## Інші персонажі
Канродзі Нанамі (Канродзі Нанамі, Kanroji Nanami 甘露寺 七海)
Сейю: Фудзімура Міо (Фудзімура Міо, Fujimura Mio (藤村 美緒) — Гра, Тіакі Такахасі (Тіакі Такахасі, Chiaki Takahashi 井本恵子) — Аніме.
Спортивна і атлетична студентка першого року третього класу Академії Сакакіно.
Подруга Отоме та Секай з середньої школи, член баскетбольного клубу.
Лідерка групи, до якої входить Секай. Має хлопця зі старших класів на ім'я Кьойті, про якого відомо, що він справжній отаку. Її смаки у хлопцях залишаються невідомими.
Відрізняється від подруг помітною серйозністю та дорослістю. Тиха, але не прихована, має хлопця від початку до кінця. Йому не зраджує.
З усіх центральних персонажів найвища.
Обуті Мінамі (Обуті Мінамі, Obuchi Minami 小渕 みなみ)
Сейю: Курібаясі Мінамі (Курібаясі Мінамі, Kuribayashi Minami 栗林みな実) — Гра та аніме.
Хуліганувата й хамовата студентка першого року четвертого класу Академії Сакакіно.
Разом з Кумі і Нацумі грає роль лакея Отоме.
Разом знущаються з Кацури.
Койдзумі Нацумі (Koizumi Natsumi 小泉 夏美)
Сейю: Кінохана Сава (Kinohana Sawa 木野花さわ) — Гра, Нана Фурухара (Nana Furuhara) — аніме.
Хуліганувата й хамовата студентка першого року четвертого класу Академії Сакакіно.
Разом з Кумі і Мінамі грає роль лакея Отоме.
Найбалакучіша в компанії.
Разом знущаються з Кацури.
Морі Кумі (Mori Kumi 森 来実)
Сейю: Нене (Nene 寧々) — Гра, Ері Сайта (Eri Saita) — аніме.
Тиха й культурна студентка першого року четвертого класу Академії Сакакіно.
Разом з Нацумі і Мінамі грає роль лакея Отоме.
До усіх трьох (Манамі, Нацумі та Отоме) звертається на -тян.
В аніме згадується, що вона має хлопця.
Наймолодша з усієї компанії.
Також бере участь у знущаннях з Кацури.
Кацура Кокоро (Katsura Kokoro (桂 心, Кокоро значить серце)
Сейю: Каміцукі Аоі Kamitsuki Aoi (神月あおい) — Гра, Меґу Асіро (Megu Ashiro) — аніме.
Молодша сестра Кацури Котонохи.
На відміну від Котонохи, весела, радісна і відкрита.
Постійно розмовляє і розпитує сестру про її успіхи з Макото.
Не все розуміє і дуже сердиться з цього приводу.
Має найкращу подругу Удзукі.
Звертається до Макото не інакше як Оніі-чан (старший братик, братик).
Живе разом з Котонохою, мамою Манамі та батьком (ім'я батька невідоме).
Йоко Сай'ондзі (Йоко Сай'ондзі, Youko Saionji 西園寺 踊子)
Сейю: Каміцукі Аой (Kamitsuki Aoi 神月あおい) — Гра, Меґу Асіро (Megu Ashiro) — аніме.
Мати Секаі.
Дошлюбне прізвище Іно (Ino).
Добра жінка, що хвилюється про здоров'я, самопочуття доньки та дає їй поради щодо особистого життя.
Доброзичлива, обізнана, мудра.
Разом з Май Кійорою володіє кафе Radish, де працює Секай.
В аніме з'являється лише у OVA «Магічне Серденько Кокоро-чан».
У манзі відсутня.
Іто Ітару (Itō Itaru (伊藤 止)
Сейю: Намба Кадзукі (Nanba Kaduki 南波 華月) — Гра, в аніме не з'являється.
Молодша сестра Макото.
Весела, здорова, безтурботна мила дівчинка.
Після розлучення батьків живе з батьком, хоча він їй не подобається, тому, скориставшись випадком, тікає до значно цікавішого їй старшого брата.
Обожнює персики.
З'являється лише у грі.